# 岩田徳治
岩田 徳治（いわた とくじ、1894年12月15日 - 1982年2月20日）は、日本の実業家、政治家。岩田建設の創業者。北海道議会議員（4期）。

## 生涯
札幌村（現在の札幌市東区）出身。岩田家は富山県で江戸時代から続く瓦工場であったが、徳治の両親は西南戦争後の不況により土地家屋を手放し、1890年（明治23年）北海道に渡り現在の丘珠町に入植した。丘珠尋常小学校（現・札幌市立丘珠小学校）卒業後、家業の農業の手伝いに励む。14歳のときに苗穂町（現在の本町）に居を移し、長兄が早逝したため18歳で家督を相続する。北海中学校（現・北海高等学校）卒業。
大星組などを経て1912年から義兄・村上六松が営む合資会社村上組で帳場を担当。その後、同社で支配人となる。1922年村上組から独立する形で岩田組を創業。同社初代社長に就く。1934年より札幌村会議員、1941年北海道土木建築工業組合監事、1942年村会議長。その後、北海道建設業協会理事。1949年岩田建設に商号変更し、引き続き同社代表取締役社長に就く。
その後、建設事業札幌協会会長。1955年より札幌市議会議員。1959年より4期16年にわたって北海道議会議員（札幌市東区選出、自由民主党）を務めた。札幌村時代から消防組頭を務め、札幌市東消防団長、第4代北海道消防協会会長を歴任するなど、消防との関わりが深かった。1960年岩田建設代表取締役会長に就任。1963年藍綬褒章受章。1972年、道議会札幌オリンピック特別委員長。1982年2月20日逝去。逝去後、1982年10月に岩田徳治翁顕彰碑が苗穂神社内に建立された。
家族には、長男に岩田建設元社長の岩田巌、次男に岩田建設元社長の岩田基義、孫に岩田地崎建設社長・札幌商工会議所会頭の岩田圭剛がいる。

## エピソード
- 創業当初は、行啓通り修繕・広島町駅前道路敷設・恵庭市駅前道路敷設などを手掛けたが、やがて、野幌国道12号線橋建設を皮切りに札幌市内では、一条橋・南九条橋・五輪大橋・一条大橋･環状北大橋。石狩川流域では奈井江大橋・妹背牛橋など。夕張川流域では夕張橋・江別橋など。天塩川流域では中川橋・歌内橋。古平川流域では古平橋と数多くの橋を手掛け「橋の岩田」と称された。
- また橋以外にもUR都市機構札幌北二十四条市街地住宅・札幌市北区役所庁舎・札幌市役所庁舎・札幌市水道局庁舎・札幌市青少年科学館・北海道立スポーツセンター・北海道立図書館・学校法人北海学園の大学や高等学校の建設改修なども手掛ける。

## 参考
- 「北海道の顔 ヘビー級の押しと耐久力」『北海評論  20巻8号』（北海評論社、1965.10、7頁）
- 高木正雄『北海道建設人物事典』（北海道建設新聞、2008）
- 奥田二郎『風雪の人　岩田徳治』（奥田書房、1966）
- 奥田二郎『風雪85年　岩田徳治』（奥田書房、1978）
- 奥田二郎『心に生きる　岩田徳治翁』（奥田書房、1983）